# Pigmento

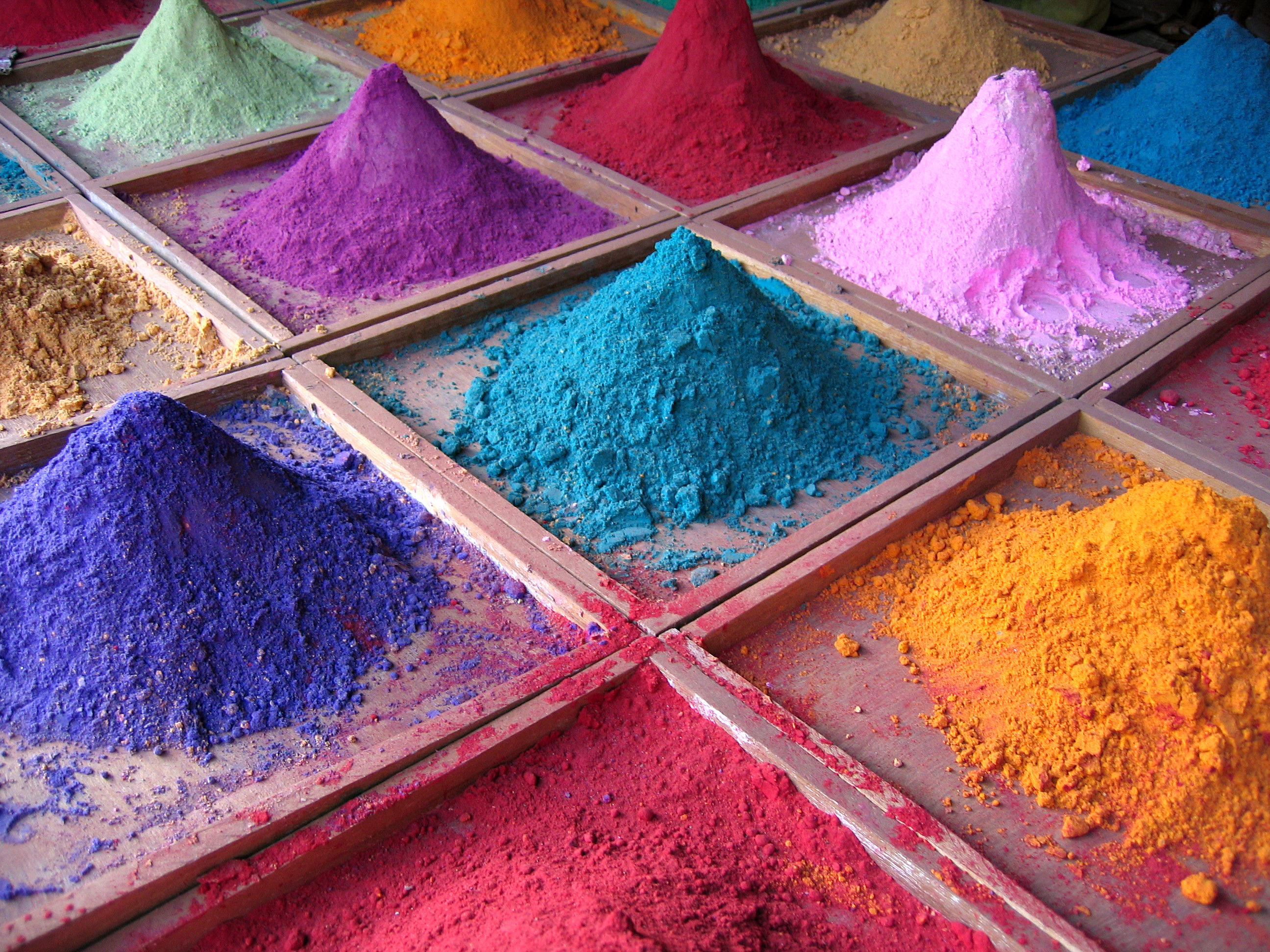
Pigmenti inorganici in vendita in un mercato indiano

Un pigmento è un composto, relativamente insolubile o non dissolto, in grado di cambiare il colore della luce riflessa o trasmessa, come risultato dell'assorbimento selettivo di determinate lunghezze d'onda della luce. Tipicamente si presenta come una polvere fine che può essere dispersa, non a livello molecolare, nel materiale da colorare o in un fluido o in un legante che ne agevola l'applicazione sulla superficie.
In ambito artistico viene definito come: "Qualunque polvere organica o inorganica relativamente insolubile, colorata o incolore, usata per conferire colore aggiungendovi del materiale fluido o un legante".
Secondo il Colour Index: "I pigmenti sono polveri fini di composti organici o inorganici, colorati, neri, bianchi o fluorescenti che di solito sono insolubili nel veicolo o substrato in cui sono incorporati ed essenzialmente inerti fisicamente e chimicamente. Alterano l'aspetto mediante assorbimento selettivo e/o diffusione della luce. I pigmenti sono generalmente dispersi in veicoli o substrati per l'applicazione, come ad esempio nelle attività manifatturiere o negli inchiostri, vernici, materie plastiche o altri materiali polimerici. I pigmenti mantengono una struttura cristallina o particellare durante tutto il processo di colorazione".
Deve essere distinto dai coloranti, che sono solubili nel mezzo/veicolo di applicazione o nel materiale che si intende colorare. I coloranti ed i pigmenti si differenziano tra di loro per il metodo di applicazione più che per la loro natura chimica. Praticamente una sostanza, indipendentemente dalla solubilità, viene considerato pigmento anziché colorante se per colorare viene dispersa anziché dissolta. Sono considerati pigmenti e classificati come toner, anche i coloranti solubili resi sostanzialmente insolubili precipitandoli con sali metallici o poliacidi complessi (es. acido fosfomolibdico). 
Possono essere classificati come pigmenti anche le lacche realizzati fissando stabilmente dei coloranti su sostanze insolubili ( es. alumina, resine, copolimeri di stirene acrilato ).
I pigmenti possono essere classificati a seconda del colore, della composizione chimica o della loro origine (naturale o sintetica).

## Classificazione
La classificazione dei pigmenti si basa sulla loro natura ed origine, per cui i pigmenti possono essere suddivisi principalmente in:
- inorganici e organici;
- naturali e sintetici.

La classificazione chimica più adottata è quella della AATCC (American Association of Textile Chemists and Colorists) nel Colour Index, insieme ai coloranti, in base alla struttura chimica.

## Caratteristiche
Le caratteristiche principali di un pigmento commerciale, inteso come il composto puro o miscelato in un veicolo che ne agevola l'applicazione, sono:
- insolubilità relativa, cioè nel fluido o nel materiale in cui è disperso;
- stabilità fisica (ad esempio resistenza alla luce o al calore);
- inerzia chimica nei confronti delle sostanze o materiali con cui sono a contatto (ad esempio leganti, additivi o altri pigmenti) e/o l'ossigeno;
- disperdibilità, cioè l'idoneità a disperdersi rilevata dal modo e dal tempo necessari per ottenere la dispersione ottimale del pigmento nel veicolo;
- forza colorante, cioè la misura ( in concentrazione ) della capacità del pigmento stesso di colorare una sostanza bianca, di norma biossido di titanio, posta ad intimo contatto. Per i pigmenti bianchi si misura la forza decolorante di una sostanza colorata, ad esempio ossido di ferro nero;
- potere coprente (opacità), cioè la capacità del pigmento di nascondere alla vista la superficie sulla quale il veicolo pigmentato è applicato. Il potere coprente è direttamente proporzionale all’indice di rifrazione, tipicamente nelle polveri >1,8, e inversamente proporzionale alla trasmittanza che dipende anche dalla dimensione e forma del particolato. L’opacità dipende dalla differenza tra l’indice di rifrazione del pigmento e quello del mezzo in cui è disperso. Quanto più grande è questa differenza tanto maggiore è l’opacità. Il potere coprente di un film pigmentato, direttamente proporzionale al suo spessore, è un fenomeno ottico che dipende dalla quantità di luce incidente che viene riflessa, rifratta o assorbita dal film stesso.

I pigmenti sono commercializzati in polvere, pasta o dispersi in un mezzo appropriato, ma si tratta in ogni caso di particelle estremamente fini, dell'ordine dei micrometri o anche meno. 

## Disponibilità
In natura i pigmenti inorganici si trovano in rocce e minerali e spesso richiedono lunghe lavorazioni per essere purificati; un esempio noto a tutti è il blu oltremare che nel passato veniva estratto dal prezioso lapislazzuli.
In biologia, il pigmento è ogni materiale colorato presente nelle cellule vegetali e animali. Molte strutture biologiche, come pelle, peli, occhi e capelli contengono pigmenti, come la melanina, presenti in cellule specializzate dette cromatofori.
Nei vegetali, i pigmenti sono contenuti nei plastidi, specificatamente nei cloroplasti, e sono rappresentati da clorofille (verde), carotenoidi e flavonoidi (giallo-arancione), tannini, presenti nella corteccia, e pigmenti florali, tra cui gli antociani.

Nel pigmento ad assorbimento la luce incidente viene riflessa in tutte le direzioni

Principio di funzionamento di un pigmento metallico

Pigmento perlescente:la luce bianca incidente viene riflessa della superficie superiore ed inferiore del substrato di silice. Per l'interferenza tra i due riflessi, ad angoli o spessori del substrato diversi corrispondono lunghezze d'onda (colori) diversi.

## Tipi di pigmento

### Pigmenti ad assorbimento
La maggioranza dei pigmenti agiscono assorbendo alcune lunghezze d'onda della luce incidente e riflettendo le rimanenti lunghezze d'onda in tutte le direzioni. 
Una qualunque sostanza ci appare colorata solo in presenza di luce perché è formata da molecole in grado di assorbire selettivamente la luce incidente a ben determinate fasce di lunghezza d'onda, riflettendo il resto. Nel caso del bianco tutte le lunghezze d'onda vengono riflesse, mentre nel nero tutte le lunghezze d'onda vengono assorbite.
Un fotone che colpisce una molecola del pigmento, eccita un elettrone facendolo passare da uno stato fondamentale ad uno stato eccitato su un orbitale più esterno. Solo i fotoni di una ben determinata energia sono in grado di farlo e sono quelli corrispondenti alle lunghezze d'onda assorbite. La luce riflessa sarà priva di queste lunghezze d'onda e ci apparirà colorata. L'energia assorbita dall'elettrone viene normalmente restituita a lunghezze d'onda che cadono all'esterno della fascia visibile (ad esempio nell'infrarosso) e quindi non sarà percepibile dal nostro occhio. 

### Pigmenti metallici
I pigmenti metallici sono costituiti da metalli come alluminio, rame, bronzo, zinco, ottone ecc. Tipicamente hanno un alto indice di rifrazione e trasmittanza nulla. Con l'aspetto di micro-lamine hanno una superficie di riflessione relativamente ampia e piana. Le particelle grazie alla loro forma piatta sono facilmente sovrapponibili e orientabili. Tendono a riflettere la luce in una sola direzione risultando da un certo angolo di visione particolarmente brillanti. L'alluminio permette di realizzare rivestimenti che emulano l'argento, l'ottone per avere un effetto dorato. Utilizzando alluminio anodizzato con coloranti o pigmenti organici si può ottenere qualsiasi colore. Possono essere utilizzati per creare colori metallici o miscelati a pigmenti ad assorbimento per creare punti di luccichio.

### Pigmenti a interferenza o perlescenti
I pigmenti perlescenti o a interferenza hanno come quelli metallici un'ampia e piana superficie di riflessione ma un minimo spessore e trasmittanza non nulla. Hanno l'aspetto di microscopiche scaglie cristalline. Per ottenere uno spessore minimo, la tecnica più comune consiste nel rivestire a film sottile con uno o più metalli o ossidi metallici delle micro-scaglie di mica o di silice. Lasciandosi attraversare da alcune lunghezze d'onda visibili agiscono come filtri interferenziali. Per la particolare forma e dimensione delle particelle, per la sovrapposizione di più superfici di riflessione in modo che la luce che attraversa la prima superficie può essere riflessa dalle successive, per la distanza tra le superfici di riflessione (spessore del substrato), per effetto dell'interferenza, si può generare qualsiasi colore e questo cambia a seconda dell'angolo di visione, creando l'effetto iridescente del pigmento. Pigmenti ad interferenza monocromatici permettono di vedere da diversi angoli un colore di assorbimento ( es. verde) ed il suo complementare (es. blu), come colore di interferenza.

### Pigmenti fotoluminescenti
I pigmenti fluorescenti sono polveri di sostanze in grado di assorbire radiazioni elettromagnetiche, sotto forma di luce ultravioletta, ed emettere istantaneamente luce visibile. Quando la luce emessa persiste per tempi più lunghi si tratta più propriamente di pigmenti fosforescenti. La sostanza luminescente viene eccitata da un fotone ad alta energia che la colpisce e rilassandosi, cioè tornando allo stato fondamentale, emette un fotone a più bassa energia (lunghezza d'onda maggiore). Molti composti possono essere utilizzati per produrre pigmenti luminescenti. Il più comune è il ZnS con cui a seconda di come è dopato si può emettere luce a diverse lunghezze d'onda (diversi colori). ZnS:Ag ⇒ luce blu, ZnS:Cu ⇒ luce verde.  ZnS:Mn ⇒ luce rosso-arancio (590 nm).

## Utilizzo
Il principale campo di applicazione dei pigmenti è quello delle vernici, ma trovano largo impiego anche nei seguenti campi: 
- materie plastiche
- fibre sintetiche
- inchiostri da stampa
- gomma
- carta
- stampa dei tessuti
- cosmetica.

I pigmenti sono inoltre impiegati nella realizzazione delle opere d'arte e alla loro stabilità si deve la resistenza al tempo.

## Sviluppi
La chimica dei coloranti e dei pigmenti immette sul mercato nuovi prodotti in misura inferiore rispetto al campo farmaceutico. 
La ragione principale risiede nei costi di ricerca, brevetto, e produzione, che non sempre vengono ripagati in tempi accettabili. 
Tuttavia, esistono molteplici pubblicazioni accademiche e private che indagano lo sviluppo di nuovi pigmenti in applicazioni innovative, come nell'optoelettronica, o nei settori più maturi, come la tintura di materiali plastici (aspirinato di rame).